# Rhipidolestes okinawanus
Rhipidolestes okinawanus – gatunek ważki z rodziny Rhipidolestidae. Występuje endemicznie w Japonii.